# Alpenzeggemineermot
De alpenzeggemineermot (Elachista alpinella) is een nachtvlinder uit de familie grasmineermotten (Elachistidae).
De spanwijdte van de vlinder bedraagt tussen de 9 tot 13 millimeter.
De soort komt voor in Europa en Noord-Amerika.

## Waardplanten
De alpenzeggemineermot gebruikt grassen uit het geslacht Carex als waardplant.